# Strmo Rebro
Strmo Rebro je naselje u Općini Krško u istočnoj Sloveniji. Strmo Rebro se nalazi u pokrajini Dolenjskoj i statističkoj regiji Donjoposavskoj. 

## Stanovništvo
Prema popisu stanovništva iz 2002. godine Strmo Rebro je imalo 11 stanovnika.

## Vanjske poveznice
- Satelitska snimka naselja  Arhivirana inačica izvorne stranice od 29. srpnja 2017. (Wayback Machine)